# Кестекидис, Леонидас
Леони́дас Кестеки́дис (греч. Λεωνίδας Κεστεκίδης, англ. Leonidas Kestekides; 1876, Нигде, Каппадокия, Османская империя — 1954, Нью-Йорк, США) — бельгийский и американский предприниматель греческого происхождения, кондитер, основатель всемирно известной шоколадной компании «Leonidas» в Бельгии. Основным продуктом производства компании являются пралине (шоколадные ракушки с мягкой начинкой), а также марципаны, шоколадные конфеты и другие кондитерские изделия. Занимался филантропической деятельностью.

## Биография
Родился в 1876 году в семье каппадокийских греков в Нигде (Каппадокия, современная Турция).
Покинув Константинополь, некоторое время жил в Греции, а затем уехал в Италию, где стал виноторговцем. Испытывая финансовые трудности, решил переехать в Нью-Йорк, где он жил с 1893 по 1898 гг., работая кондитером.
В 1898—1908 гг. проживал в Париже (Франция).
В 1910 году Кестекидис отправился в Бельгию для участия во всемирной выставке «Brussels International 1910» в Брюсселе, где был награждён бронзовой медалью за свои шоколадные изделия.
В 1913 году вновь посетил Бельгию, приняв участие в всемирной выставке в Генте, и остался на постоянное место жительства в этой стране, встретив молодую женщину из Брюсселя во время своего визита. Открыл кафе-кондитерские в Брюсселе, Генте и Бланкенберге, откуда его бизнес расширился.
Умер в 1954 году в Нью-Йорке (США).